# Ahlenschnecken
Die Ahlenschnecken (Subulinidae) sind eine arten- und gattungsreiche Familie aus der Unterordnung der Landlungenschnecken (Stylommatophora). Es handelt sich meist um Bewohner der Tropen und Subtropen; in Europa kommen nur zwei Arten vor. Die Familie erscheint erstmals im Unteren Paläozän im Fossilbericht.

## Merkmale
Die Gehäuse sind hoch, schlank und konisch mit relativ vielen, wenig gewölbten Umgängen. Sie sind meist weißlich bis bräunlich gefärbt. Die Oberfläche ist glatt oder nur schwach mit Anwachsstreifen oder Falten ornamentiert. Die eiförmige Öffnung weist meist einfache Ränder auf, selten mit verdickten Rändern. Bei einigen Arten werden die ersten Umgänge abgeworfen („Dekollation“).

## Vorkommen und Lebensweise
Die Familie ist überwiegend in den tropischen und subtropischen Zonen der Welt verbreitert. Lediglich eine Art Rumina decollata (Linné, 1758) kommt auch im Mediterrangebiet vor. Die Art kommt bis Südwestfrankreich vor.

## Systematik
Die Familie der Ahlenschnecken wird zur Überfamilie Achatinoidea gerechnet. Die Familie wird in mehrere Unterfamilien untergliedert.
- Ahlenschnecken (Subulinidae Fischer & Crosse, 1877)
  - Unterfamilie Subulininae Fischer & Crosse, 1877
    - Gattung Subulina Beck, 1837
    - Gattung Abaconia Clench, 1938
    - Gattung Allopeas Baker, 1935
    - Gattung Beckianum Baker, 1961
    - Gattung Curvella Chaper, 1885
    - Gattung Dysopeas Baker, 1927
    - Gattung Euonyma Melvill & Ponsonby, 1896
    - Gattung Hypolysia Melvill & Ponsonby, 1901
    - Gattung Lamellaxis Strebel & Pfeffer, 1882
    - Gattung Leptopeas Baker, 1927
    - Gattung Leptinaria Beck, 1837
    - Gattung Luntia Smith, 1898
    - Gattung Micropeas Connolly, 1923
    - Gattung Neoglessula Pilsbry, 1909
    - Gattung Paropeas Pilsbry, 1906
    - Gattung Pelatrinia Pilsbry, 1907
    - Gattung Prosopeas Mörch, 1876
    - Gattung Pseudoglessula Boettger, 1892
    - Gattung Pseudopeas Putzeys, 1899
    - Gattung Striosubulina Thiele, 1933
    - Gattung Zootecus Westerlund, 1887

  - Unterfamilie Petriolinae Schileyko, 1999
    - Gattung Bocageia Girard, 1893
    - Gattung Ceras Dupuis & Putzeys, 1901
    - Gattung Chilonopsis Fischer von Waldheim, 1848
    - Gattung Cleostyla Dall, 1896
    - Gattung Comoropeas Pilsbry, 1906
    - Gattung Dictyoglessula Pilsbry, 1919
    - Gattung Homorus Albers, 1850
    - Gattung Ischnoglessula Pilsbry, 1919
    - Gattung Itiopiana Preston, 1910
    - Gattung Kempioconcha Preston, 1913
    - Gattung Liobocageia Pilsbry, 1919
    - Gattung Mabilliella Ancey, 1886
    - Gattung Notapalinus Connolly, 1923
    - Gattung Nothapalus von Martens, 1897
    - Gattung Oleata Ortiz de Zarate, 1959
    - Gattung Oreohomorus Pilsbry, 1919
    - Gattung Petriola Dall, 1905
    - Gattung Subuliniscus Pilsbry, 1919
    - Gattung Subulona Martens, 1889

  - Unterfamilie Rishetiinae Schileyko, 1999
    - Gattung Bacillum Theobald, 1840
    - Gattung Eutomopeas Pilsbry, 1946
    - Gattung Rishetia Godwin-Austen, 1920
    - Gattung Tortaxis Pilsbry, 1906

  - Unterfamilie Tristaniinae Schileyko, 1999
    - Gattung Tristania Boettger, 1878

  - Unterfamilie Rumininae Wenz, 1933
    - Gattung Balfouria Crosse, 1884
    - Gattung Krapfiella Preston, 1911
    - Gattung Lubricella Haas, 1928
    - Gattung Namibiella Zilch, 1954
    - Gattung Obeliscella Jousseaume, 1899
    - Gattung Riebeckia von Martens, 1883
    - Gattung Rumina Risso, 1826
      - Stumpfschnecke (Rumina decollata) Linné, 1758
      - Rumina saharica Pallary, 1901

    - Gattung Xerocerastus Kobelt & Möllendorff, 1902

  - Unterfamilie Perrieriinae Schileyko, 1999
    - Gattung Perrieria Tapparone-Canefri, 1878

  - Unterfamilie Glessulinae Godwin-Austen, 1920
    - Gattung Glessula Von Martens, 1860

  - Unterfamilie Opeatinae Thiele, 1931
    - Gattung Opeas Albers, 1850
    - Gattung Eremopeas Pilsbry, 1906

  - Unterfamilie Coeliaxinae Pilsbry, 1907
    - Gattung Coeliaxis Adams & Angas, 1865
    - Gattung Cryptelasmus Pilsbry, 1906
    - Gattung Ischnocion Pilsbry, 1907
    - Gattung Nannobeliscus Weyrauch, 1967
    - Gattung Neosubulina Smith, 1898
    - Gattung Pseudobalea Shuttleworth, 1854
    - Gattung Pyrgina Greef, 1882
    - Gattung Thomea Girard, 1893

  - Unterfamilie Stenogyrinae Fischer & Crosse, 1877
    - Gattung Chryserpes Pilsbry, 1906
    - Gattung Cupulella Aguayo & Jaume, 1948
    - Gattung Dolicholestes Pilsbry, 1906
    - Gattung Lyobasis Pilsbry, 1903
    - Gattung Neobeliscus Pilsbry, 1896
    - Gattung Obeliscus Beck, 1837
    - Gattung Ochroderma Ancey, 1885
    - Gattung Ochrodermatina Thiele, 1931
    - Gattung Ochrodermella Pilsbry, 1907
    - Gattung Plicaxis Sykes, 1903
    - Gattung Promoussonius Pilsbry, 1906
    - Gattung Protobeliscus Pilsbry, 1906
    - Gattung Pseudocolumna Wenz, 1920
    - Gattung Rectobelus Baker, 1927
    - Gattung Rhodea Adams & Adams, 1855
    - Gattung Stenogyra Shuttleworth, 1854
    - Gattung Synapterpes Pilsbry, 1896
    - Gattung Zoniferella Pilsbry, 1906

Die Unterfamilie Tristaniinae Schileyko, 1999 wird von Bouchet & Rocroi (2005) in Synonymie unter der Unterfamilie Baleinae Wagner, 1913 (Familie Clausiliidae Gray, 1825) aufgelistet.